# Gårdsskräppa
Gårdsskräppa (Rumex longifolius) är en flerårig ört tillhörande familjen slideväxter.